# Tranvie Provinciali Mantovane
Tranvie Provinciali Mantovane (TPM), poi Tranvie Elettriche Mantovane (TEB) era il nome dell'azienda pubblica che gestì, con diversi nomi e forme giuridiche, l'omonimo servizio tranviario fra il 1903 e il 1953.
Costituito da una rete di tre relazioni extraurbane successivamente trasformate e ridotte a tre linee urbane, tale insieme di servizi contribuì significativamente allo sviluppo economico del territorio della provincia di Mantova.

## Settori di attività

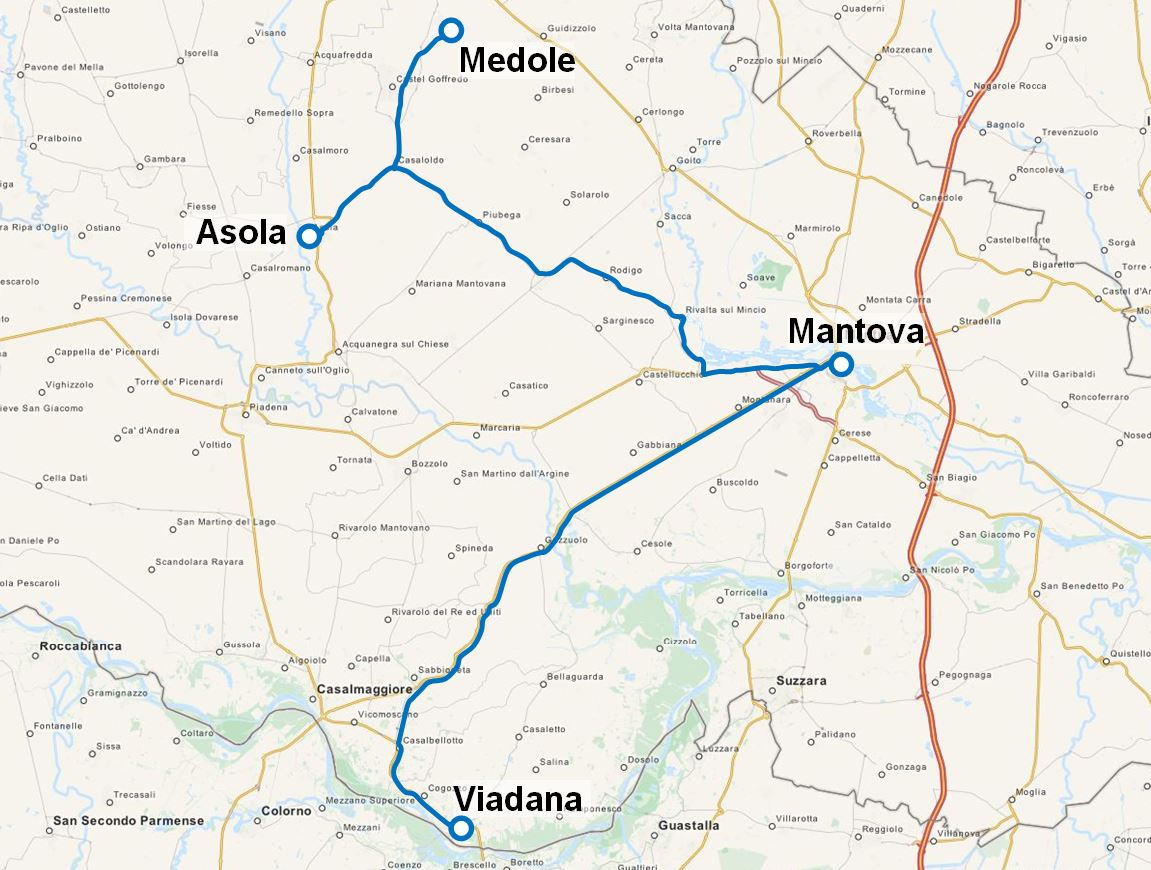
Rete extraurbana gestita dalla TPM

La rete extraurbana, rispetto alla quale TPM svolgeva funzioni di concessionario per l'esercizio e gestore dell'infrastruttura, era articolata su tre relazioni:
- la linea Mantova-Asola, esercita inizialmente a vapore, consentiva i collegamenti tranviari con Cremona attraverso la sua prosecuzione gestita dalle Tramvie Provinciali Cremonesi (TPC)
- la linea Mantova-Viadana, esercita anch'essa inizialmente a vapore, consentiva anch'essa un collegamento analogo in virtù della presenza della diramazione TPC di Ponte Majocche
- la tranvia Medole-Casaloldo era una breve tratta di raccordo che consentiva il collegamento diretto con il lago di Garda mediante la connessione con la rete bresciana (linea Brescia-Mantova-Ostiglia e diramazione per Desenzano del Garda).

La soppressione delle relazioni extraurbane fu accompagnata dalla ristrutturazione delle tratte iniziali e dal loro completamento e integrazione nella rete tranviaria di Mantova; ne nacque una nuova rete gestita dalla TEM, strutturata su tre linee:
- Linea per Grazie, fra il centro della città e l'omonima frazione di Curtatone, lungo l'ex direttrice per Asola
- Linea per Montanara, fra il centro della città e l'omonima frazione di Curtatone, lungo l'ex direttrice per Viadana
- Linea per l'Ospedale Pompilio, di nuova costruzione

La tratta di penetrazione urbana, costituita da un binario appositamente costruito lungo il corso Vittorio Emanuele II fino al capolinea di piazza Cavallotti era lunga 700 metri e risultava comune alle tre relazioni; tali opere furono autorizzate con Regio decreto n. 2232 del 5 novembre 1925.

## Storia
Nel 1906 l'amministrazione provinciale prese in carico l'esercizio delle "guidovie a vapore" per Asola e Viadana, inaugurate nel 1886 sotto la gestione dell'impresa Valentini e Mazzorin, partecipata dalla banca Zaccaria Pisa e titolare della concessione per la costruzione e l'esercizio di entrambe le linee, la quale era già stata impegnata nella costruzione della ferrovia Suzzara-Ferrara.
La nuova gestione mirava ad attuare investimenti per migliorare il servizio e in tale ottica, con Regio decreto n. 6147 del 20 agosto 1913, fu approvato il progetto presentato dalla direzione delle tranvie il precedente 21 maggio relativo al potenziamento degli impianti, consistente nella realizzazione di alcuni fabbricati viaggiatori e al miglioramento degli accessi ad altri impianti.
Nel 1925, la presenza delle tranvie per Asola e Viadana consentì di costruire due nuove linee elettrificate a carattere suburbano da Mantova fino alle Grazie, che integrava la rete tranviaria di Mantova servendo la località Angeli e a Montanara lungo la strada Dosso del Corso che ospitava la tranvia per Viadana); una terza linea fu attivata nel 1928 per il collegamento con l'allora nuovo ospedale del Pompilio.
Nel 1926 l'impresa di gestione assunse la denominazione di Tranvie Provinciali Mantovane (TPM) e successivamente quella di Tramvie Elettriche Mantovane (TEM), che rispecchiava il riposizionamento di mercato, fino al 1953.
Anche così ammodernato il servizio era destinato però a non durare molto: nel 1933 furono istituite corse con autobus integrative e sostitutive del servizio tranviario anche sulla Mantova-Ostiglia e nel medesimo anno anche le corse per i capolinea di Asola e Viadana vennero autosostituite a cura della Lazzi e Govigli; la tranvia per Asola chiuse il 1º ottobre, sostituita da autobus della stessa impresa.
Le tratta elettrificata fino a Grazie rimase in esercizio fino al 1953, anno di definitiva soppressione della rete.

## Dati societari
L'originario capolinea tranviario delle Tranvie Provinciali Mantovane sorgeva in piazza Cavallotti, nella località che un tempo si chiamava Orti di Ognissanti e poi piazzale Mondadori, Esso si componeva, oltre che del deposito-officina sociale, di un fabbricato viaggiatori che ospitava la sede dell'azienda e, in seguito, la Direzione d'Esercizio della Ferrovia Mantova-Peschiera.

### Materiale rotabile
Sulle tranvie mantovane prestarono servizio inizialmente sette locomotive a vapore a due assi di tipo tranviario, costruite nel 1885 dalla Maffei. Ad esse si aggiunsero tra il 1889 e il 1908 altre tre locomotive di tipo analogo, sempre di costruzione Maffei.
Tra il 1927 e il 1928 entrarono in servizio quattro automotrici a carrelli ad accumulatori, costruite dalla milanese Rognini & Balbo con parte elettrica del Tecnomasio Italiano Brown Boveri. Tali automotrici potevano trasportare 70 persone e raggiungere una velocità massima di 40 km/h. Le prime due unità erano di nuova costruzione, mentre le seconde riusultavano dalla ricostruzione di altrettante rimorchiate a carrelli. Chiuse le tranvie mantovane, furono cedute nel 1935 alla tranvia Monza-Trezzo-Bergamo, dove restarono in servizio sino al 1958.
Il materiale rimorchiato in servizio sulla rete delle Tranvie Provinciali Mantovane consisteva in 24 carrozze a due assi, due carrozze a carrelli (da impiegare con le automotrici Rognini & Balbo), 40 carri merce chiusi e 67 carri merce aperti.
Per il servizio suburbano Mantova-Grazie, la TEM impiegò alcune elettromotrici di costruzione Edison acquistate usate dall'ATM di Milano, immediatamente riconoscibili anche per l'originaria presenza della presa di corrente ad archetto.